# Sociedad Internacional de Ultrasonido en Obstetricia y Ginecología
La Sociedad Internacional de Ultrasonido en Obstetricia y Ginecología (ISUOG, del inglés International Society of Ultrasound in Obstetrics and Gynecology) es un colegio profesional y organización sin ánimo de lucro registrada en Inglaterra y Gales. ISUOG representa y apoya a profesionales que utilizan las ecografías en la práctica obstétrica y ginecológica en todo el mundo. En la actualidad se incluyen obstetras, ginecólogos, ecografistas, radiólogos, matronas, profesionales de medicina materno-fetal y otros profesionales médicos de especialidades derivadas en 126 países.

## Datos básicos
ISUOG fue fundada en 1991 por el profesor Stuart Campbell, que fue su presidente de 1991 a 1998. Celebró su primer congreso internacional anual en Londres en enero de 1991, al que asistieron algo más de 1.000 personas.

## Actividades principales

### Revista
ISUOG tiene una revista mensual revisada por pares, Ultrasound in Obstetrics & Gynecology. Según el Journal Citation Reports, la revista tuvo un factor de impacto de 7,299 en 2020, lo que la sitúa en el puesto 5 de 83 revistas en la categoría «obstetricia y ginecología». El editor jefe es Anthony Odibo. La revista incluye artículos originales, informes de casos, artículos de opinión y revisiones sistemáticas. Cada mes se selecciona al menos un artículo para ofrecerlo de forma gratuita y se crean diapositivas de un artículo de alto impacto clínico.

### Congreso mundial
Desde 1991, la ISUOG ha acogido un congreso internacional anual para facilitar la comunicación y difusión de los últimos hallazgos de investigación y el debate sobre cuestiones actuales de gestión clínica, y para fomentar la colaboración en materia de investigación.

### Outreach[9]
El primer programa de Outreach de ISUOG se desarrolló con el apoyo de la Organización Mundial de la Salud (OMS) y la financiación del Centro Nacional de Medicina Fetal de Noruega (NCFM) y el gobierno noruego. El primer curso de Outreach tuvo lugar en Manila, Filipinas, en 1996. El programa Outreach tiene como objetivo mejorar la atención sanitaria materna en regiones sin los recursos necesarios a través de:
- Promover y brindar educación de alta calidad en ultrasonido en obstetricia y ginecología.
- Mejorar la disponibilidad de la toma de ecografías.
- Aumentar la posibilidad de diagnosticar complicaciones obstétricas y afecciones ginecológicas potencialmente mortales.
- Formar a formadores.

Desde su fundación, el programa Outreach de ISUOG ha formado a más de 130 profesionales en países como Mongolia, Ghana, Somalilandia, Haití y Sudáfrica, además de financiar proyectos para ayudar a comunidades aborígenes de Australia y a comunidades de refugiados en Siria y Líbano.